# اجرومی-ایفلودان

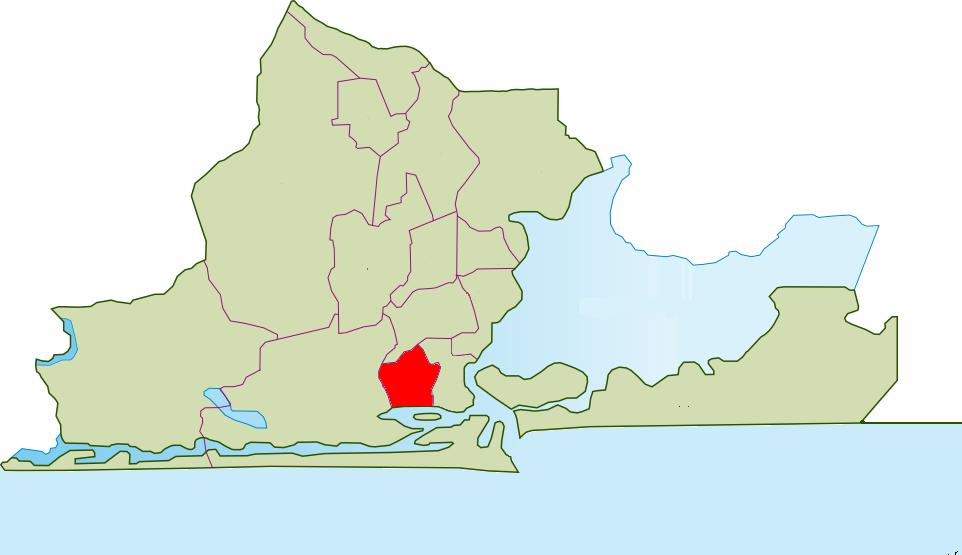
اجرومی-ایفلودان روی نقشه

اجرومی-ایفلودان (به لاتین: Ajeromi-Ifelodun) یک سکونتگاه مسکونی در نیجریه است که در لاگوس واقع شده‌است.